# Birthday Party/TIME MACHINE
「Birthday Party/TIME MACHINE」（バースデー・パーティー/タイム・マシン）は、三船美佳が「三船美佳&THE TRA★BRYU with Renon」名義によるユニットのデビューシングルである。2008年11月5日にマーベラスエンターテイメントから発売された。

## 概要
A面タイトル曲「Birthday Party」はアニメ映画『映画 Yes!プリキュア5GoGo! お菓子の国のハッピーバースディ♪』の主題歌を収録して、三船美佳が夫（発売当時）の高橋ジョージ作詞作曲を手がけ、愛娘の蓮音がコーラスで参加している。A面カップリング曲「TIME MACHINE」は三船美佳自身が初めて作詞を手がけた楽曲。三船美佳の親子揃ってとーっても楽しいロック・ワールドでとってもハッピーな楽曲に展開している。

## 収録曲
1. Birthday Party [3:59]
作詞・作曲：高橋ジョージ・岩川浩二
  - アニメ映画『映画 Yes!プリキュア5GoGo! お菓子の国のハッピーバースディ♪』主題歌
2. TIME MACHINE [3:29]
作詞：三船美佳、作曲：高橋ジョージ
3. Birthday Party（オリジナル・カラオケ） [3:59]
4. TIME MACHINE（オリジナル・カラオケ） [3:26]